# Pimentero (arma)

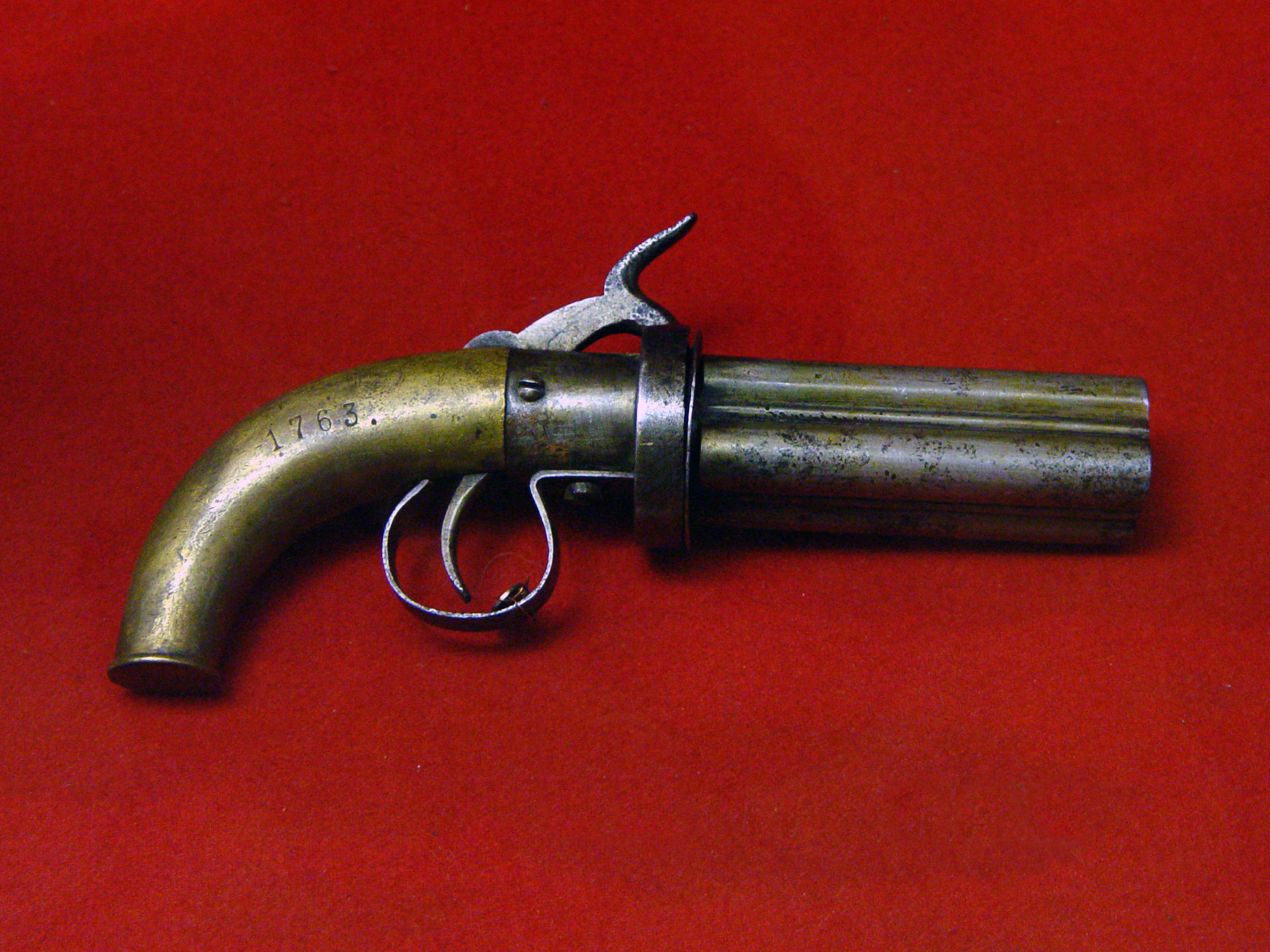
Pimentero ruso de mediados del.

El pimentero, también llamado revólver pimentero y pote de pimienta (debido a su parecido con un molinillo de pimienta), es un arma corta de cañón múltiple y de repetición, que tiene tres o más cañones alineados alrededor de un eje central. Frecuentemente aparece como una pistola de varios disparos. Los pimenteros existen en todos los sistemas de disparo: mecha, rueda, chispa, percusión, Lefaucheux, cartuchos de percusión anular y cartuchos de percusión central.
En España se le llamaba también avispero, y en el mundo anglosajón fue conocido como pepper-box.
El pimentero no debe confundirse con un arma de salva (como el mosquete de siete cañones hecho por Nock), un arma que dispara varios proyectiles al mismo tiempo empleando múltiples cañones. La diferencia es que un arma de salva dispara todos sus cañones a la vez, mientras que el pimentero es de repetición. Tampoco debe confundirse con un arma de fuego que tiene múltiples cañones en paralelo (como la Jarre), que es conocida como una "pistola de armónica". El pimentero además no debe confundirse con un derivado o desarrollo de la ametralladora Gatling, que dispara rápidamente al emplear múltiples cañones rotativos.

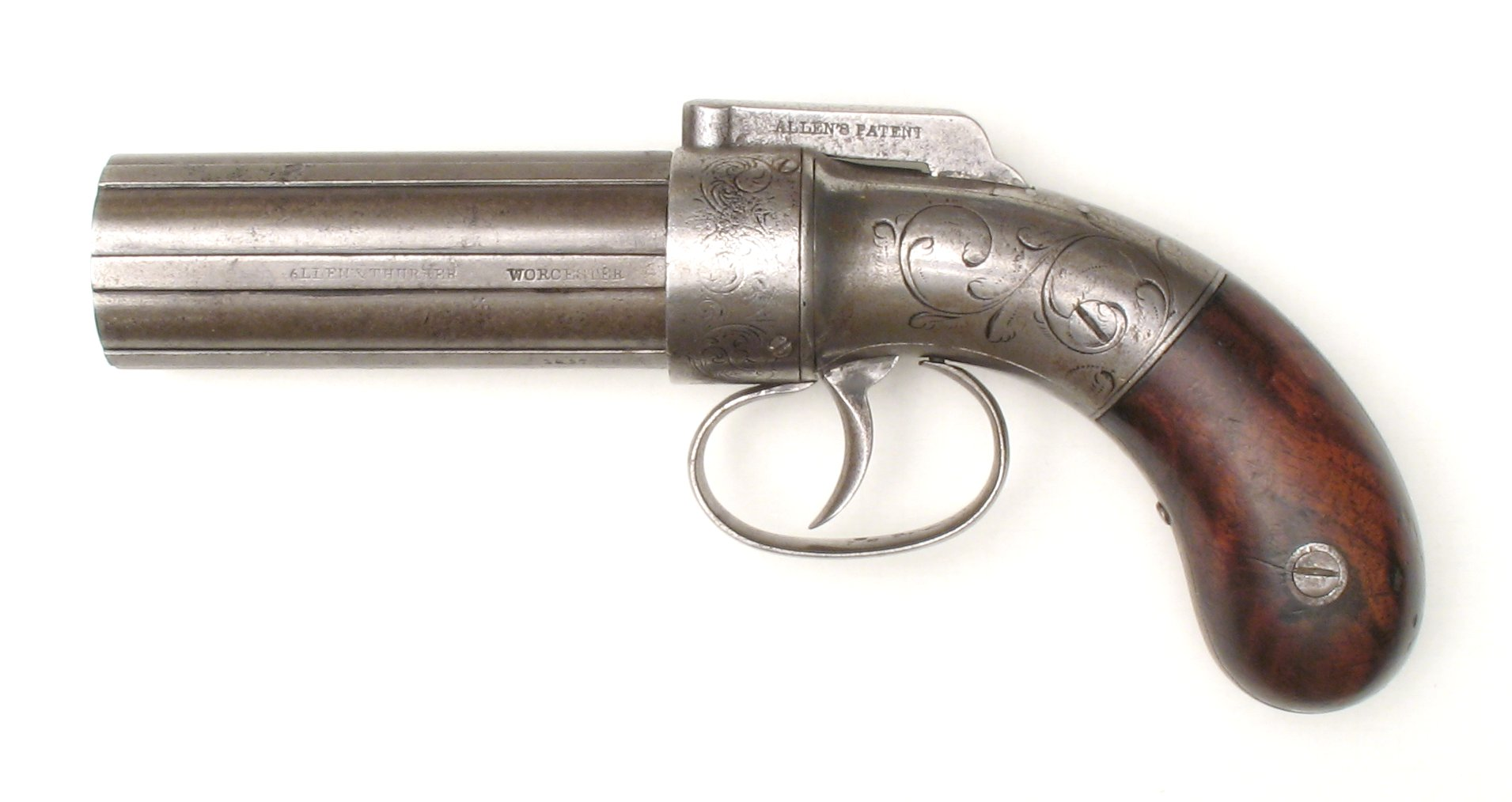
Pimentero de Allen & Thurber, uno de los diseños estadounidenses más populares.

## Primeros años
Este tipo de arma de fuego fue popular en los Estados Unidos desde 1830 hasta la Guerra de Secesión, pero su concepto apareció mucho más temprano. En el siglo XV, varios cañones eran unidos a una culata, siendo disparados uno por uno mediante una mecha.
Hacia 1790, los pimenteros fueron construidos sobre la base de la llave de chispa, principalmente por Nock en Inglaterra y "Segallas" en Bélgica. Estas armas, basándose en el éxito de las primigenias pistolas de dos cañones superpuestos rotativos, fueron equipadas con tres, cuatro o siete cañones.
Los cañones de estos primigenios pimenteros eran girados manualmente.
La invención de la cápsula fulminante por Joshua Shaw, basada en las innovaciones de Alexander Forsyth, y la Revolución Industrial permitieron la producción en serie de pimenteros, haciéndolos más disponibles que las primigenias pistolas artesanales que empleaban las personas adineradas. Los primeros modelos aparecieron en 1820. Ejemplos de estos primeros pimenteros son el Budding (probablemente el primer pimentero de percusión inglés) y la pistola estadounidense de tres cañones Manhattan.
Los más apreciados eran los construidos en Francia, Estados Unidos, Bélgica y España.

## Popularidad

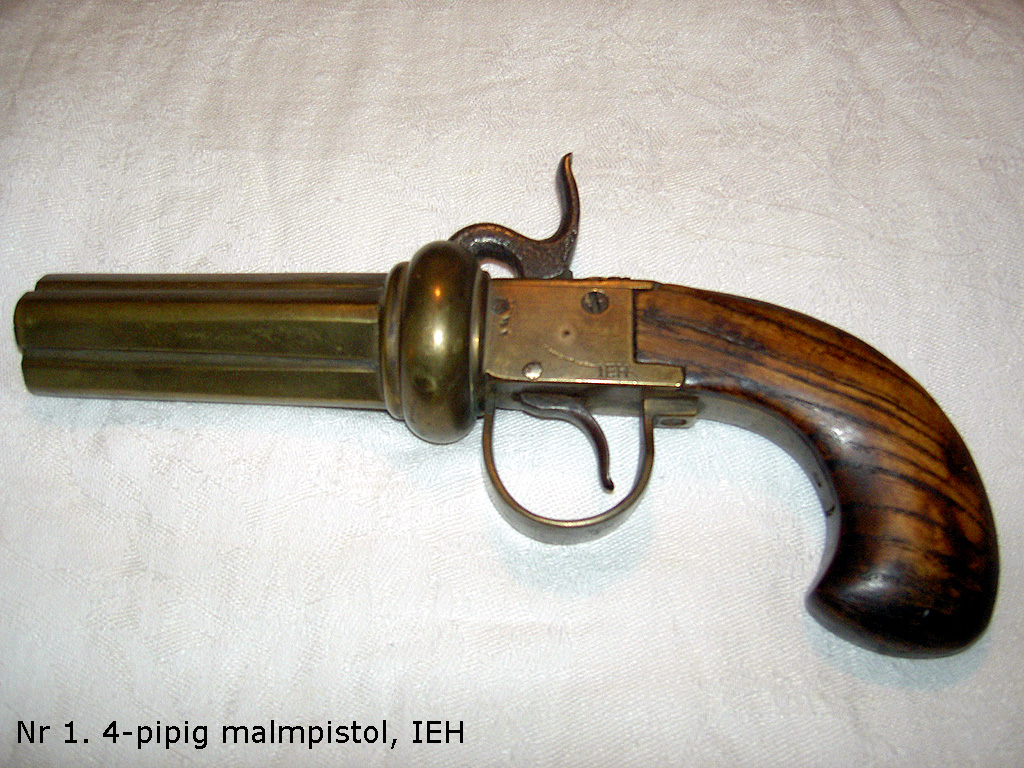
Pimentero de Småland, Suecia, hecho por Johan Engholm, Ödestugu.

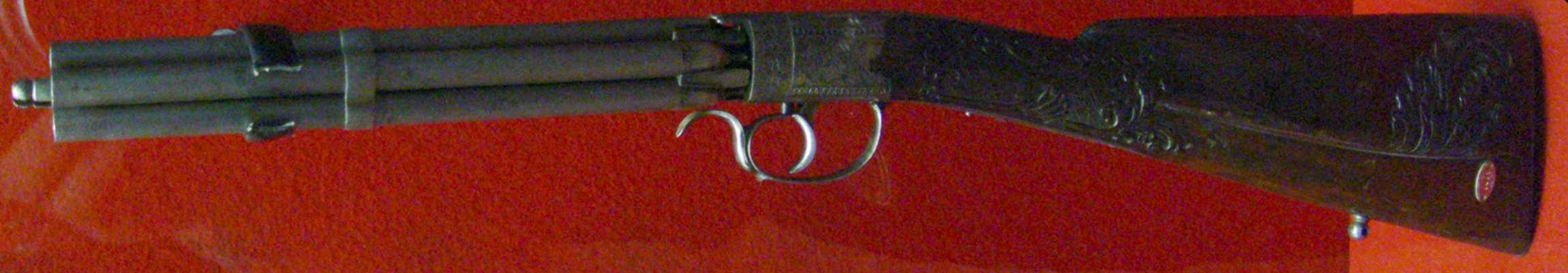
Un fusil pimentero ruso, hecho en el Arsenal de Tula.

El pimentero fue inventado en la década de 1830 e iba principalmente dirigido al mercado civil. Su empleo se extendió rápidamente en el Reino Unido, los Estados Unidos y algunas partes de Europa. Se parecía al posterior revólver en que contenía las balas en recámaras separadas dentro de un cilindro rotativo. Sin embargo, al contrario del revólver, cada recámara tenía su propio cañón, por lo cual no hacía falta un complejo sistema de rotación (aunque existen pimenteros con tal sistema).
Unos cuantos pímenteros de percusión aún tenían cañones que se giraban manualmente, pero la mayoría tienen un mecanismo que hace girar el conjunto de cañones mientras el martillo es amartillado para cada disparo. Las versiones de acción simple fueron principalmente fabricadas por Darling de Massachusetts, pero la gran mayoría utilizan el sistema de auto-amartillado, donde al apretar el gatillo gira el conjunto de cañones, se amartilla el martillo y se dispara el arma (a veces llamada "Doble acción", aunque este término es más propiamente empleado para describir revólveres). El principal productor de pimenteros con auto-amartillado y martillo en la parte superior (frecuentemente llamados "pimentero con martillo de barra") en los Estados Unidos fue Ethan Allen, pero este tipo de arma además fue producida en grandes cantidades en Inglaterra.
Algunos pimenteros disparaban el cañón inferior en lugar del superior, tales como el Marriette belga (en configuraciones entre 4 y 24 cañones), el Blunt and Syms estadounidense o el Cooper inglés. Habitualmente empleaban un mecanismo "inferior", con el martillo montado bajo el armazón, detrás de los cañones y delante del gatillo (frecuentemente uno tipo anillo). Existieron varios tipos diferente de mecanismos de disparo, tales como percutores internos rotativos (Robbins and Lawrence, Comblain), percutores rotativos en un martillo (Sharps, Grunbaum) o múltiples percutores (Martin).
El defecto del pimientero es que se vuelve demasiado pesado al frente si se aumenta el número y la longitud de los cañones, lo cual dificulta apuntar con precisión. En la mayoría de modelos, en especial aquellos con conjuntos de cañones rotativos, es casi imposible apuntar porque el martillo está en la línea de puntería (algunos pimenteros tenían un entalle en el martillo, a través del cual supuestamente se apuntaba), no hay lugar para instalar un punto de mira y el arma tiene mucho peso al frente como para apuntar con rapidez y precisión. Sin embargo, el principal mercado fue la defensa personal de civiles, por lo que frecuentemente se empleaba a corta distancia. La práctica habitual de la época era de no apuntar con la pistola, sino de disparar "desde la cadera", mantendiendo abajo el arma y simplemente apuntando al centro de gravedad del blanco. Los enfrentamientos con pistola frecuentemente ocurrían a quemarropa. Pensando en este tipo de empleo, varios pimenteros tienen cañones de ánima lisa, aunque el estriado del ánima era usualmente empleado desde hace décadas en la época cuando fueron fabricados. Existen pimenteros con cañones de ánima estriada, sin embargo estos emplean cartuchos Lefaucheaux.
Las armas de percusión con cañón múltiple eran frecuentemente consideradas peligrosas, porque al disparar un cañón se podían disparar los otros al mismo tiempo ("disparo en cadena") si no se tomaban precauciones. Este problema fue principalmente eliminado con la introducción de separadores de chimeneas, en los posteriores revólveres de percusión, que protegían las cápsulas fulminantes de las recámaras adyacentes del fogonazo producido por el martillo del arma al disparar. Sin embargo, esta característica es rara vez vista en pimenteros, aunque algunos tienen las chimeneas situadas en entalles o en ángulo recto para reducir la probabilidad de un disparo en cadena. En un pimentero, esto sería menos peligroso que en un revólver de un solo cañón debido a que, por lo menos, las balas saldrían libremente de los cañones. Igualmente, si una recámara no estaba en la posición correcta cuando el martillo golpeaba la cápsula fulminante, disparaba normal y seguramente. Esta sencillez y seguridad ayudó a sobrevivir al pimentero tras la aparición de revólveres más modernos, al igual que a mantener bajos costos de producción en comparación con los revólveres y sus más complejos mecanismos.

## Revólver de transición

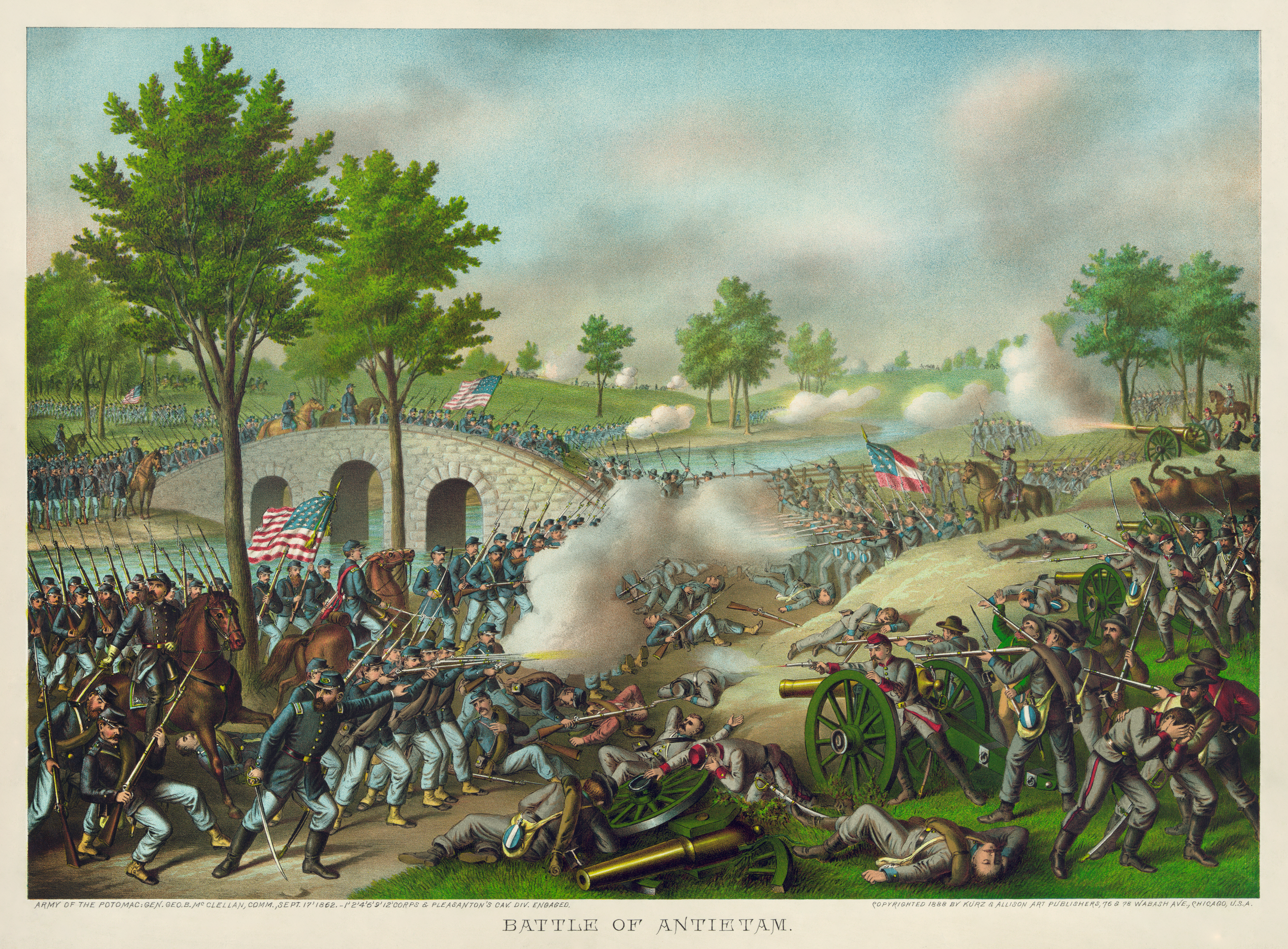
En esta pintura de la Batalla de Antietam, el oficial de artillería Confederado está armado con un revólver de transición.

El llamado revólver de transición es un desarrollo del pimentero. Esta arma emplea el mismo mecanismo, pero con un solo cañón situado delante de un conjunto de cañones de pimentero recortado. Un revólver de transición es definido como un revólver (con cañón y tambor) que no tiene un tope de tambor, siendo el revólver de chispa Collier de 1819 un primigenio ejemplar.

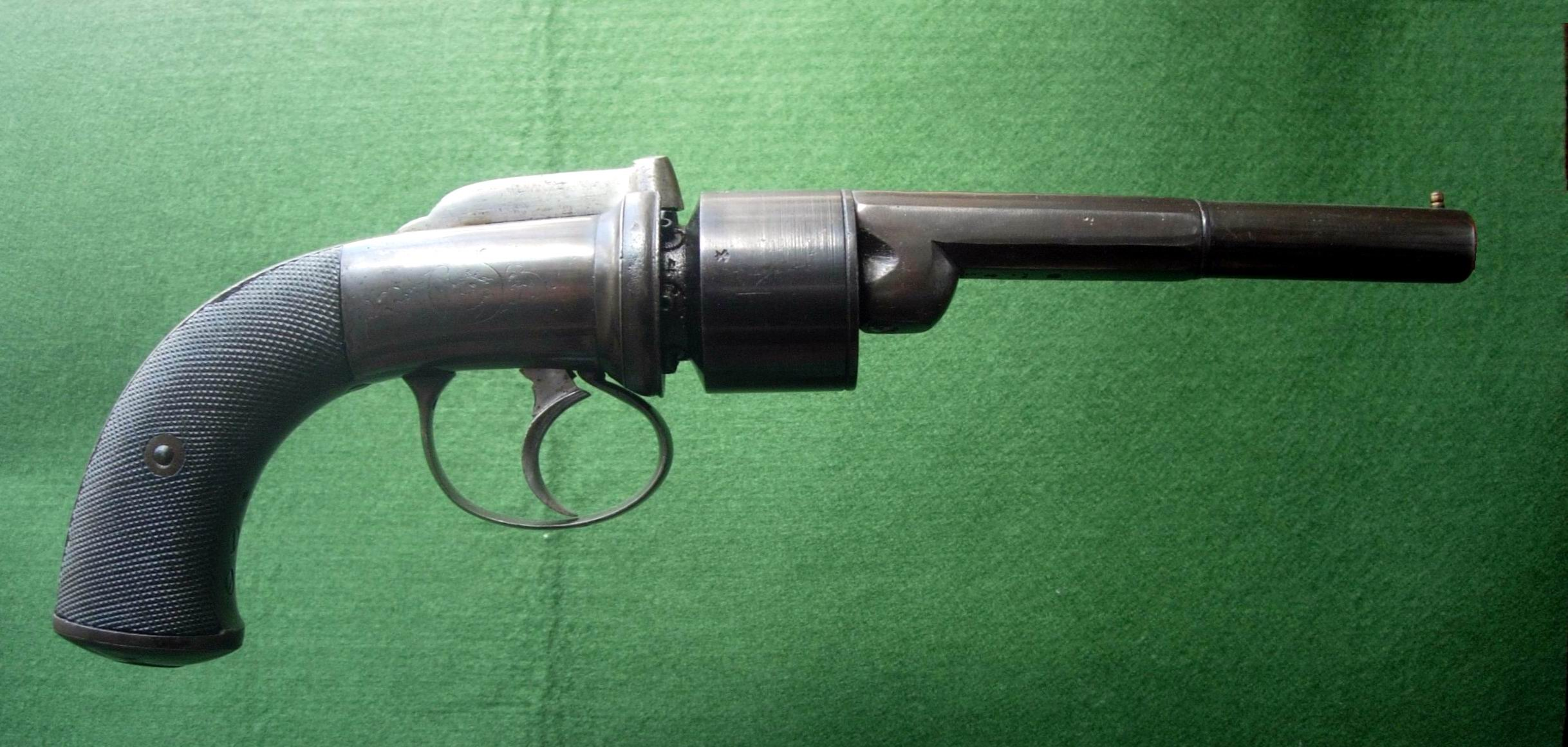
Revólver de transición inglés, de mediados del.

Conservaba la llave de percusión del pimentero, pero todavía tenía varias deficiencias. La falta de un eficaz tope de tambor permitía disparar cuando el tambor no estaba alineado con el cañón, dando como resultado un disparo errático que posiblemente dañaba el arma e incluso hería al tirador. A pesar de que el tambor acortardo facilitaba su recarga, el cañón estaba unido al eje del tambor; esto debilitaba el arma con el paso del tiempo, reduciendo su precisión. Además no tenía separaciones entre las chimeneas, pudiendo producir disparos en cadena como los primeros pimenteros. Este riesgo aumentaba por el hecho que los martillos de barra, comunes en los pimenteros y revólveres de transición, producían un débil golpe y se necesitaba usar cápsulas fulminantes muy sensibles, aumentando aún más el riesgo de un disparo en cadena. A pesar de que los modelos posteriores fueron equipados con un escudo para proteger al tirador de fragmentos de cápsulas fulminantes, todavía existía el riesgo de ser herido o morir al explotar el arma debido a un disparo en cadena.
Ya que las balas no tenían que ser baqueteadas desde la boca del cañón, sino que eran cargadas en el tambor detrás de éste, podían ser ligeramente mayores que su diámetro, lo cual facilitaba el empleo de cañones con ánima estriada. Aunque la mayoría de pimenteros tienen cañones de ánima lisa, la mayoría de revólveres de transición tienen cañones estriados.
Daniel Leavitt tuvo parte de un conocido proceso judicial tras producir en 1851 un revólver de transición con una palanca de carga idéntica a la del revólver Colt Dragoon. Armas de este tipo fueron empleadas en la Intervención estadounidense en México, como una alternativa a los revólveres Colt Walker y Colt Dragoon, principalmente por el General Winfield Scott. El revólver Butterfield, un ejemplar tardío de 1855, empleaba un cebador de cinta Maynard en lugar de cápsulas de percusión. Se suministraron 640 al Ejército de la Unión durante la Guerra de Secesión, pero el gobierno canceló cualquier otra compra cuando se descubrió que eran inferiores al más barato Colt Navy 1851. Los pimenteros y revólveres de transición empezaron a desaparecer gradualmente en la década de 1850, con la fabricación de verdaderos revólveres por Samuel Colt, Webley, Robert Adams, Smith & Wesson, Jacob Rupertus y otros.

## Reaparición

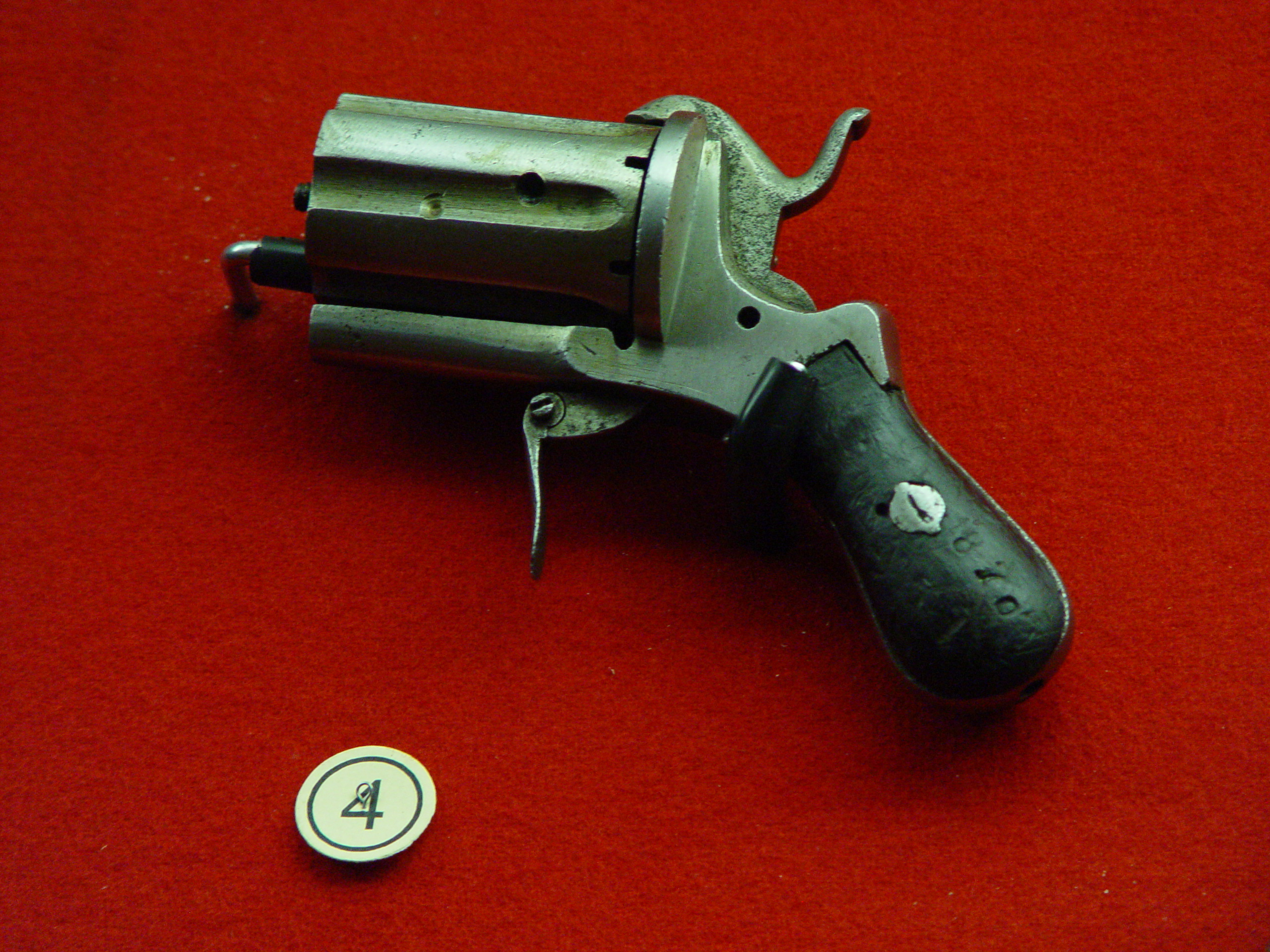
Pimentero Lefaucheux de 8 mm, fines del.

El pimentero experimentó un cierto "renacimiento" a fines del siglo XIX como un arma de bolsillo corta y fácilmente ocultable que empleaba cartuchos Lefaucheux. Una variante especial de este tipo de arma, en la que se empleaba totalmente el corto conjunto de cañones, es el "Revólver Apache" francés. Esta arma, supuestamente popular entre las pandillas parisinas, estaba equipada con un cuchillo plegable y un puño de acero. Los pimenteros de este período desaparecieron una vez con la obsolescencia del cartucho de espiga.
La pistola derringer de cuatro cañones diseñada por Christian Sharps fue otro pimentero que sobrevivió hasta fines del siglo XIX. Al igual que otras pistolas contemporáneas, inclusive la Colt Thuer y la Remington de 2 cañones, tenía un gatillo enfundado que aparecía al amartillar su martillo. Los cartuchos se cargaban en esta pistola de 4 cañones al deslizarlos hacia adelante. Apareció por primera vez en 1859 y fue empleada por varios soldados durante la Guerra de Secesión, quedando en producción hasta 1874. Tras la guerra se volvió popular en el Viejo Oeste entre los alguaciles, bandoleros y apostadores, ya que su pequeño tamaño le permitía ser ocultada en el bolsillo de un chaleco.
La pistola sueca de cinco cañones Feilitzerne es el único pimentero que fue tomado en consideración para su empleo por parte de un ejército. A fines del siglo XIX, varios oficiales británicos empleaban la Pistola Lancaster de cuatro cañones comprada por cuenta propia, en lugar de los revólveres estándar Beaumont-Adams y Webley porque tenía un mayor poder de parada, una mayor cadencia de disparo y era más rápida de recargar. Este pimentero de cañones basculantes, disponible en calibres tan grandes como 12 mm (.476; incluso estaba disponible una versión de dos cañones calibre 14,7 mm (.577)) funcionaba de forma similar a la pistola de bolsillo Sharps: su percutor era el que giraba, no los cañones.

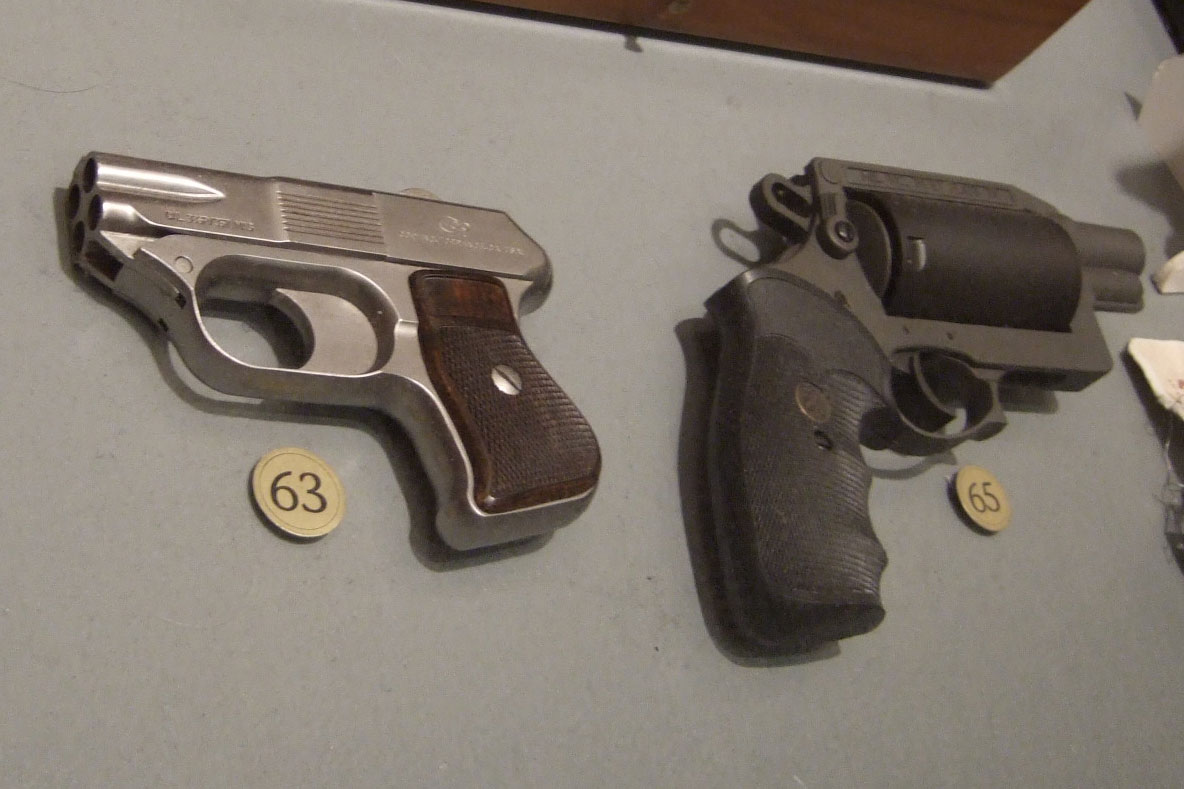
El pimentero derringer COP .357 (a la izquierda).

## Uso en la actualidad

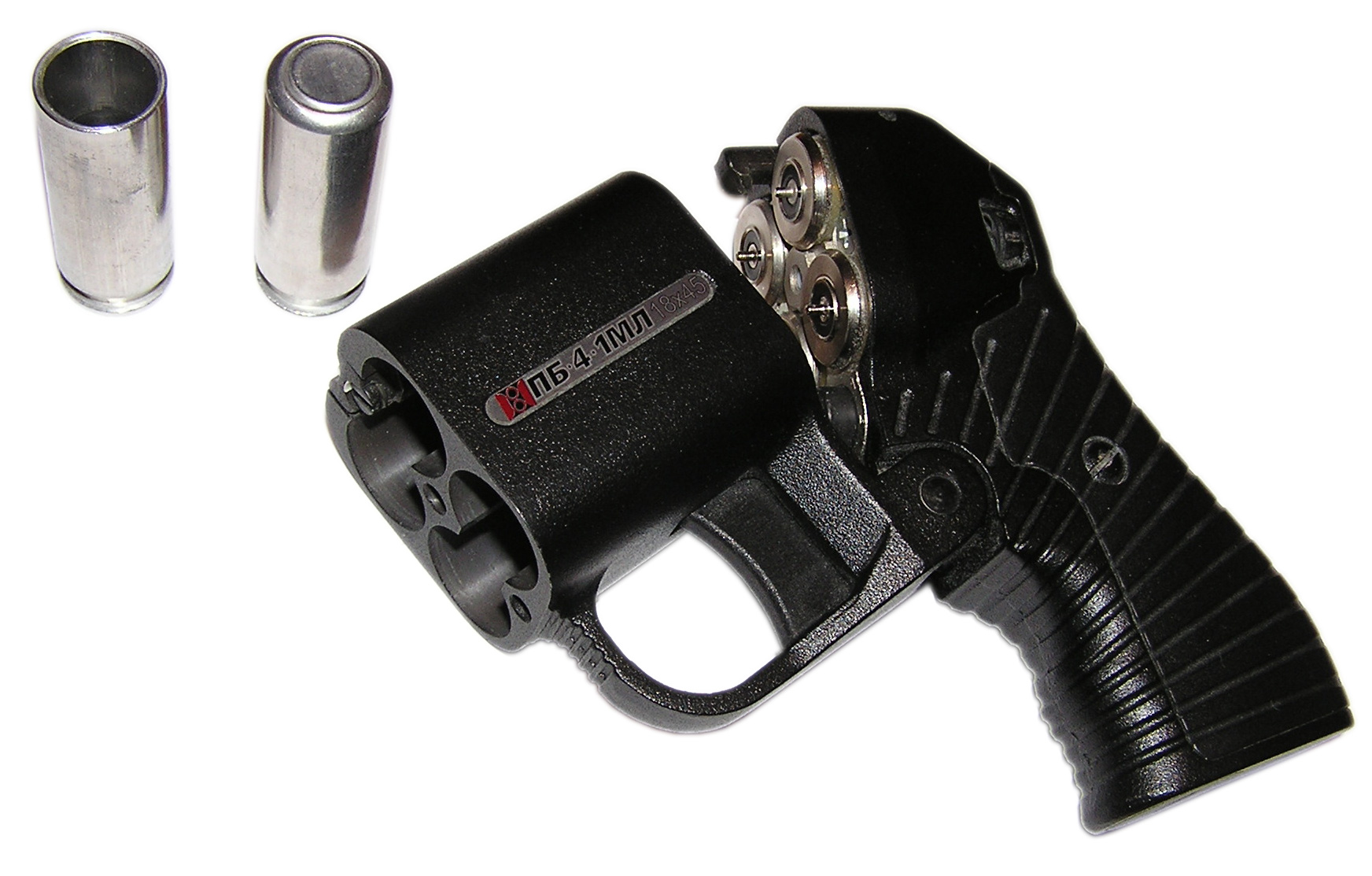
Una pistola rusa tipo derringer Wasp y dos cartuchos no-letales.

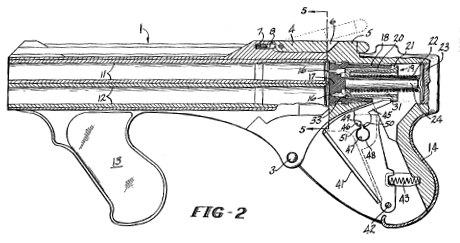
La escopeta Liberator de Winchester Repeating Arms Company, un arma específicamente construida para su distribución a insurgentes.

El diseño del pimentero fue empleado en una pequeña cantidad de armas diseñadas en el siglo XX. Mossberg produjo en 1920 la Mossberg Brownie, una pistola de bolsillo de cuatro cañones que empleaba el cartucho .22 Long Rifle, destinada a los tramperos.  En la década de 1970, la COP .357 fue producida como un arma de apoyo para oficiales de policía.
El Subfusil Neal de cinco cañones de la década de 1940 es un derivado del pimentero, que emplea cañones rotativos como una Gatling. Esta arma puede disparar 3.000 balas/minuto.
Heckler & Koch utilizó el concepto del pimentero para su pistola subacuática HK P11.
Aunque los pimenteros habitualmente son pistolas, se fabricaron unos cuantos fusiles de este tipo; Samuel Colt tenía un mosquete de mecha con 3 cañones rotativos de la India, y la Colt Defender, una escopeta pimentero diseñada por Robert Hillberg, que empleaba cartuchos del 20 Magnum de 76,2 mm (3 pulgadas) de longitud y tenía 8 cañones que giraban alrededor de un eje central. Una versión de la Defender tenía una bocacha lanzagranadas para granadas de gas lacrimógeno entre los cañones.
Entre las modernas escopetas pimentero se incluyen a la FAMARS Rombo y la Winchester Liberator de doble acción y cuatro cañones, que fue desarrollada por Robert Hillberg antes de trabajar en la Defender. La Liberator fue diseñada como un arma para insurgentes antes de ser adoptada por algunas agencias policiales estadounidenses, siendo llamada en honor a su antepasado espiritual, la Pistola Liberator.
El Reprringer es un pimentero de impresión 3D, mostrado al público hacia septiembre de 2013. Fue creado por Hexen. Tiene cinco cañones y está calibrado para cápsulas fulminantes de 5,5 mm.

## El pimentero en ficción
- En el videojuego de 2012 Assassin's Creed III: Liberation, para la consola portátil PlayStation Vita, se puede comprar un pimentero en la armería. El arma solamente cuesta 100.000 escudos franceses, por lo que es el artículo más caro en todo el juego.
- En la edición estadounidense del juego de mesa Clue de 1972, la pieza del "revólver" (y su tarjeta) representan un pimentero.
- El personaje de Leon Kowalski, interpretado por Brion James en la película Blade Runner, usó un pimentero COP .357.
- La actualización del 30 de septiembre de 2010 para el videojuego Team Fortress 2 introdujo una escopeta pimentero hecha por la comunidad de usuarios, llamada "The Shortstop", para ser empleada por el Scout.[26]
- En la película de 2004 Tremors 4: The Legend Begins, el personaje Hiram Gummer utiliza un pimentero Sharps de 5,5 mm (.22).[27]
- En la serie web estadounidense Critical Role, donde actores de voz juegan Calabozos y Dragones, el personaje de Taliesin Jaffe, "Percival de Rolo", utiliza un pimentero como una de sus armas predilectas. Aparece igualmente en la serie animada de La Leyenda de Vox Machina.[28]